# Вифелстеде
Вифелстеде (њем. Wiefelstede) општина је у њемачкој савезној држави Доња Саксонија. Једно је од 6 општинских средишта округа Амерланд. Према процјени из 2010. у општини је живјело 15.045 становника. Посједује регионалну шифру (AGS) 3451008.

## Географски и демографски подаци
Вифелстеде се налази у савезној држави Доња Саксонија у округу Амерланд. Општина се налази на надморској висини од 16 метара. Површина општине износи 106,0 km². У самом мјесту је, према процјени из 2010. године, живјело 15.045 становника. Просјечна густина становништва износи 142 становника/km².